# レコード・プラント・スタジオ
レコード・プラント・スタジオ (Record Plant Studios) は、ゲイリー・ケルグレン（クリエイティブ・エンジニア、プロデューサー、スタジオ・デザイナー）とクリス・ストーン（レブロン化粧品の国内セールスマン）によって設立、運営されていた録音スタジオである。

## 概要
レコード・プラントは、1968年に最初のスタジオをニューヨークのウエスト44番街321 (北緯40度45分33秒 西経73度59分24秒 / 北緯40.759149度 西経73.990045度) に。翌年2件目のスタジオをロサンゼルス (北緯37度35分58秒 西経122度14分20秒 / 北緯37.599555度 西経122.238848度) に。そして1972年に3件目をカリフォルニア州サウサリート (北緯37度51分49秒 西経122度29分47秒 / 北緯37.863518度 西経122.496375度) に構えた。しかし、1980年代にニューヨークとサウサリートのスタジオの経営者が代わったため、最終的に残ったロサンゼルスのスタジオがメイン・スタジオとなった。なお、ロサンゼルスとサウサリートのスタジオは現在別々の経営の元で運営されており、ニューヨークのスタジオはすでに閉鎖となっている。ロサンゼルスのスタジオは「ザ・レコード・プラント」、サウサリートのスタジオは「ザ・プラント」の名でも知られている。
レコード・プラントが大きな成功を収めるに至った大きな要素に、ゲイリー・ケルグレンがフランク・ザッパやジミ・ヘンドリックス、ヴェルヴェット・アンダーグラウンドなどといった伝説的アーティストと築き上げた太いパイプや仕事振りのほかに、ケルグレンが追い求めた、単に快適なだけでなくアーティストの創造力を掻き立てるようなスタジオ設計があげられる。ケルグレンのスタジオ設計は、従来の録音スタジオの概念に大きな変革をもたらし、現在に見るスタジオの形を作り上げるものであった。レコード・プラントがオープンする以前のスタジオといえば、4面の白い壁に硬い木製床、椅子は折り畳み、照明は蛍光灯がお決まりであったが、ケルグレンの設計したスタジオには優れた音響性能と最先端の設備が整ったうえ、リビングのような快適性があった。そのため、アーティストをして「ここに住みたい」と幾度も言わしめるほどの空間へとスタジオを変えてしまった。浴室の設置も、これまでのスタジオにはない斬新なアイデアであった。
レコード・プラントで最初にレコーディングされたアルバムは、1968年にリリースされたジミ・ヘンドリックス・エクスペリエンスの『エレクトリック・レディランド』であった。その後、何年もにわたって、何百枚ものアルバムがこのスタジオでファースト・カットされた（イーグルスの『ホテル・カリフォルニア』やフリートウッド・マックの『噂』、スティーヴィー・ワンダーの『キー・オブ・ライフ』など）。1970年代にはハウス・エンジニアのシェリー・ヤクスやロイ・チカーラが、多くの地元バンドがスタートを切れるようにと、セッション・タイムや機材面でのバックアップ、デモ・テープのエンジニアリングやプロデュースを買って出た。結果的に、レコード・プラントでレコーディングされたアルバムがビルボード・チャートのトップ100の10%近くを占めるに至り、レコード・プラントのマーケティング・プランが成功した例の一つとしてあげることができる。
レコード・プラント・スタジオは、これまでにロックンロール、レゲエ、カントリー・ミュージック、パンク、ブルース、フォーク、ソウル、ザディコ、ヒップ・ホップ、ロカビリーなど、ほぼ全ての音楽ジャンルにおいてアーティストを迎え入れてきた。

## 経営の交代

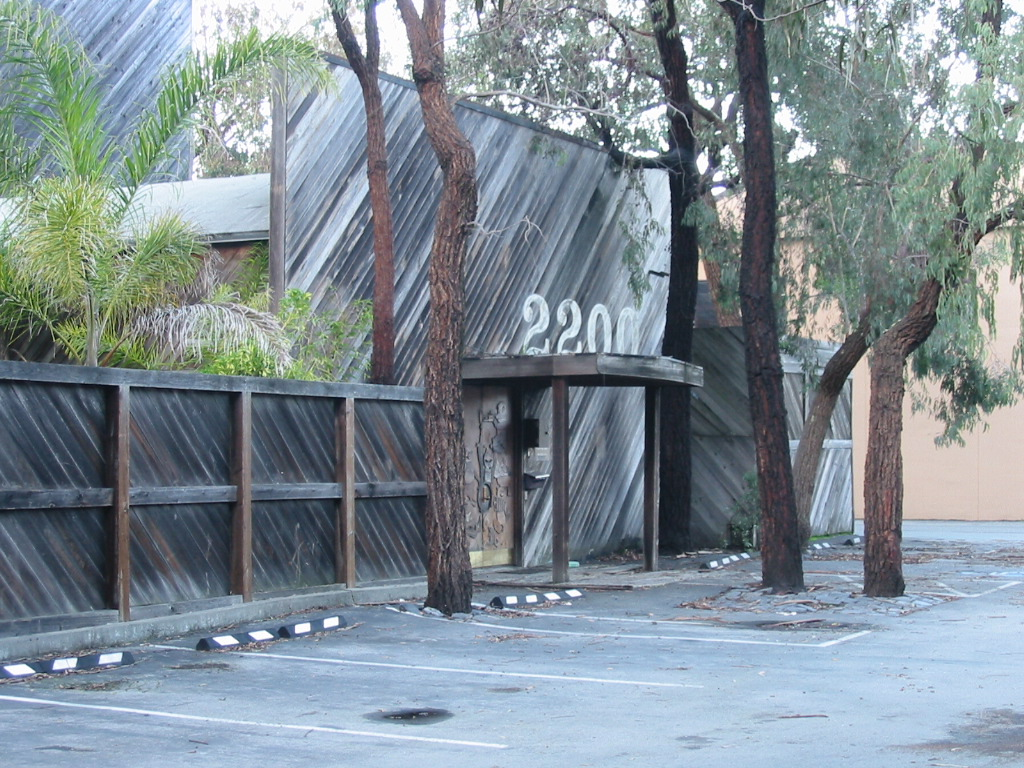
サウサリートのザ・プラント

サウサリートのスタジオは1980年にローリー・アンネ・ネコチェアに売却されているため、ロサンゼルスのスタジオとは異なる経営の元で運営されている。
ボブ・ホダスによって運営されていた。その後、スタジオの名称は「ザ・プラント・スタジオ」（もしくはシンプルに「ザ・プラント」）となった。彼女の死後、1984年にスタジオはネコチェア・トラストからスタンレー・ジェイコックスに売却された。
1985年、ジェイコックスがクエールードとメタンフェタミンを製造し、それらの薬物の売却益をスタジオの投資資金としていたとの供述調書に基づき、政府機関によってスタジオが差し押さえられた。
1985年のジェイコックスの逮捕後、サウサリートのスタジオは政府によって最小限のスタッフで約1年間にわたって運営されていたが、1986年の競売でボブ・スカイの手に渡った。
1988年にボブ・スカイはアルネ・フレイジャーを雇い入れ、その数年後にフレイジャーがスカイからスタジオを買い取った。フレイジャーの事業となったサウサリートのザ・プラント・スタジオだが、2008年3月に営業を停止している。しかし、「ザ・プラント・スタジオ」の名称は、現在も法律上フレイジャーが保有している。
ニューヨークのスタジオは1987年にジョージ・マーティンに売却されたが、その後すぐに閉鎖となった。ジョン・レノンは射殺された1980年12月8日に、ここで「ウォーキング・オン・シン・アイス」のレコーディングをしていた。

## レコード・プラント・ニューヨークでレコーディングされたアルバムの年別リスト（抜粋）
- ジミ・ヘンドリックス・エクスペリエンス：『エレクトリック・レディランド』（1967-68年）
- ソフト・マシーン：『ソフト・マシーン』（1968年）
- ジョン・レノン：『イマジン』（1971年）
- アル・クーパー：『赤心の歌』（1972年）
- リターン・トゥ・フォーエヴァー：『第7銀河の讃歌』（1973年）
- エアロスミス：『飛べ!エアロスミス』（1973-74年）
- リターン・トゥ・フォーエヴァー：『ノー・ミステリー』（1975年）
- ブルース・スプリングスティーン：『明日なき暴走』(1974-75年)
- アートフル・ドジャー：『非情の捜査線』（1975-76年）
- エアロスミス：『闇夜のヘヴィ・ロック』（1975年）
- アウトローズ：『アウトローズ』（1975年）
- キッス：『地獄の軍団』（1976年）
- アートフル・ドジャー：『ベイブズ・オン・ブロードウェイ』（1977年）
- モクシー：『ライディン・ハイ』（1977年）
- キッス：『ラヴ・ガン』（1977年）
- ブルース・スプリングスティーン：『闇に吠える街』（1977-78年）
- フレイム・フィーチャリング・マージ・レイモンド：『クィーン・オブ・ザ・ネイバーフッド』（1977-78年）
- パティ・スミス・グループ：『イースター』（1978年）
- デヴィッド・ボウイ：『ロジャー (間借人)』（1979年）
- キッス：『地獄からの脱出』（1979年）
- キッス：『仮面の正体』（1979年）
- ジョン・レノン & オノ・ヨーコ：『ダブル・ファンタジー』（1980年）
- シンディ・ローパー：『シーズ・ソー・アンユージュアル』（1983年）
- クックロビン；『クックロビン』（1985年）
- ビースティ・ボーイズ：『ポールズ・ブティック』
- ガンズ・アンド・ローゼズ：『ユーズ・ユア・イリュージョン I』&『ユーズ・ユア・イリュージョン II』（1991年）

## レコード・プラント・ロサンゼルスでレコーディングされたアルバムの年別リスト（抜粋）
- ブラック・サバス：『マスター・オブ・リアリティ』（1971年）
- ブラック・サバス：『ブラック・サバス4』（1972年）
- アメリカ：『ホームカミング』（1972年）
- アイズレー・ブラザーズ：『3+3』（1973年）
- ビージーズ：『ライフ・イン・ア・ティン・キャン』（1973年）
- アメリカ：『ハット・トリック』（1973年）
- ビリー・ジョエル：『ピアノ・マン』（1973年）
- イーグルス：『オン・ザ・ボーダー』（1974年）
- レーナード・スキナード：『セカンド・ヘルピング』（1974年）
- ビリー・プレストン：『キッズ・アンド・ミー』（1974年）
- ジョー・ウォルシュ：『ソー・ホワット』（1974年）
- トム・ウェイツ：『娼婦たちの晩餐〜ライヴ』（1975年）
- オールマン・ブラザーズ・バンド：『ウィン、ルーズ・オア・ドロウ』（1975年）
- フリートウッド・マック：『噂』（1976年）
- チープ・トリック：『天国の罠』（1978年）
- ムーディー・ブルース：『新世界の曙』（1978年）
- チープ・トリック：『ドリーム・ポリス』（1979年）
- REOスピードワゴン（1979年）
- ロッド・スチュワート（1979年）
- ブライアン・メイ + フレンズ：『スター・フリート・プロジェクト』（1983年）
- クイーン：『ザ・ワークス』（1984年）
- ディーヴォ：『シャウト』（1984年）
- サバイバー：『バイタル・サインズ』（1984年）
- イングヴェイ・マルムスティーン：『ライジング・フォース』（1984年）
- ハート：『ハート』（1985年）
- トゥイステッド・シスター：『カム・アウト・アンド・プレイ』（1985年）
- アンディ・テイラー：『サンダー』（1987年）
- スイサイダル・テンデンシーズ：『軍団宣言』（1987年）
- ロッド・スチュワート：『アウト・オブ・オーダー』（1988年）
- ジェファーソン・エアプレイン：『ジェファーソン・エアプレイン』（1989年）
- ボニー・レイット：『ニック・オブ・タイム』（1989年）
- クロスビー、スティルス、ナッシュ&ヤング：『LIVE IT UP』（1990年）
- スティーヴン・スティルス：『スティルス・アローン』（1991年）
- ダム・ヤンキース：『ドント・トレッド』（1993年）
- ナイン・インチ・ネイルズ：『ザ・ダウンワード・スパイラル』（1994年）
- ルイス・ミゲル：『セグンド・ロマンセ』（1994年）
- ティアーズ・フォー・フィアーズ：『キングス・オブ・スペイン』（1994年）
- マリリン・マンソン：『ポートレイト・オブ・アン・アメリカン・ファミリー』（1994年）
- エルトン・ジョン&ティム・ライス：『エル・ドラド/黄金の都 (サウンドトラック)』（2000年）
- マッシュルームヘッド：『XX』（2001年）
- ロビー・ウィリアムズ：『エスカポロジー』（2002年）
- ヴァネッサ・カールトン：『ハーモニウム』（2004年）
- カニエ・ウェスト：『レイト・レジストレーション』（2005年）
- エヴァネッセンス『ザ・オープン・ドア』（2006年）
- 浜崎あゆみ：『Secret』（2006年）
- 浜崎あゆみ：『GUILTY』（2008年）
- レディー・ガガ：『ザ・フェイム』（2008年）
- 浜崎あゆみ：『NEXT LEVEL』（2009年）
- レディー・ガガ：『ザ・モンスター』（2009年）

## サウサリートでレコーディングされた作品の年別リスト（抜粋）

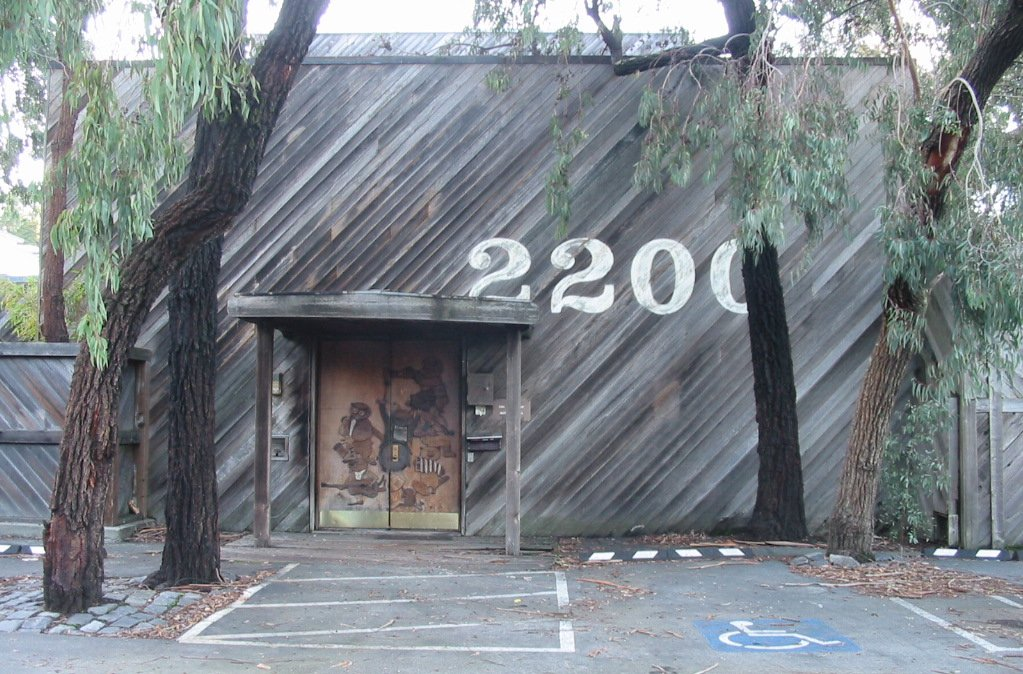
メイン・エントランス

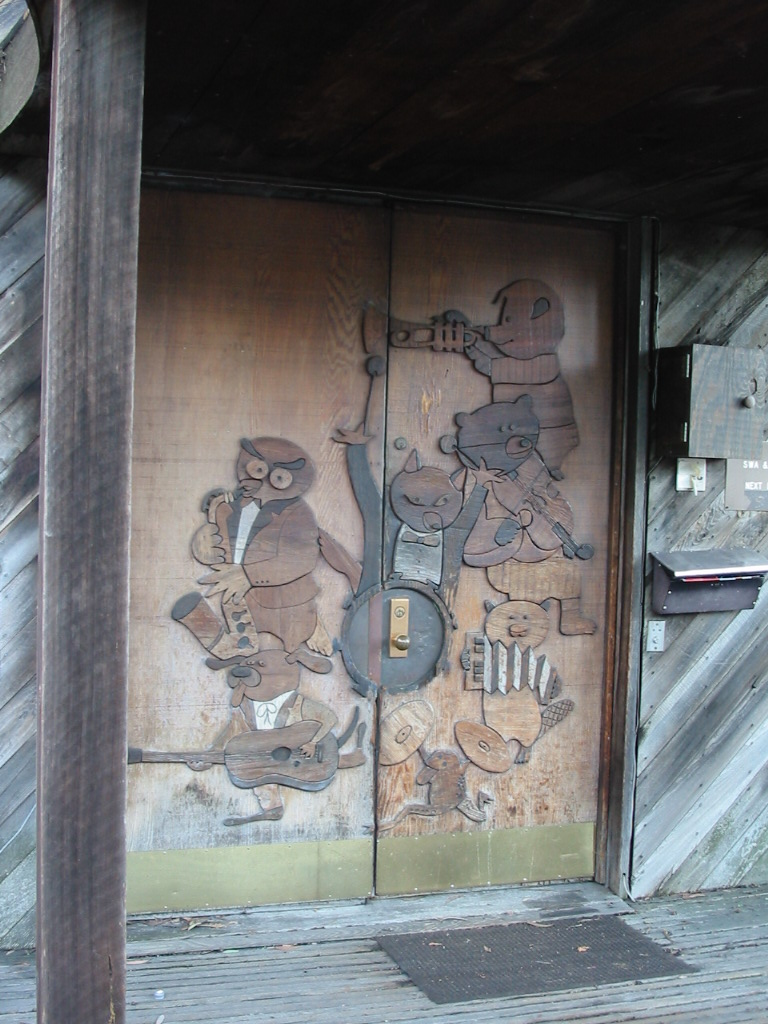
フロント・ドアの詳細。楽器を演奏する動物が描かれている。

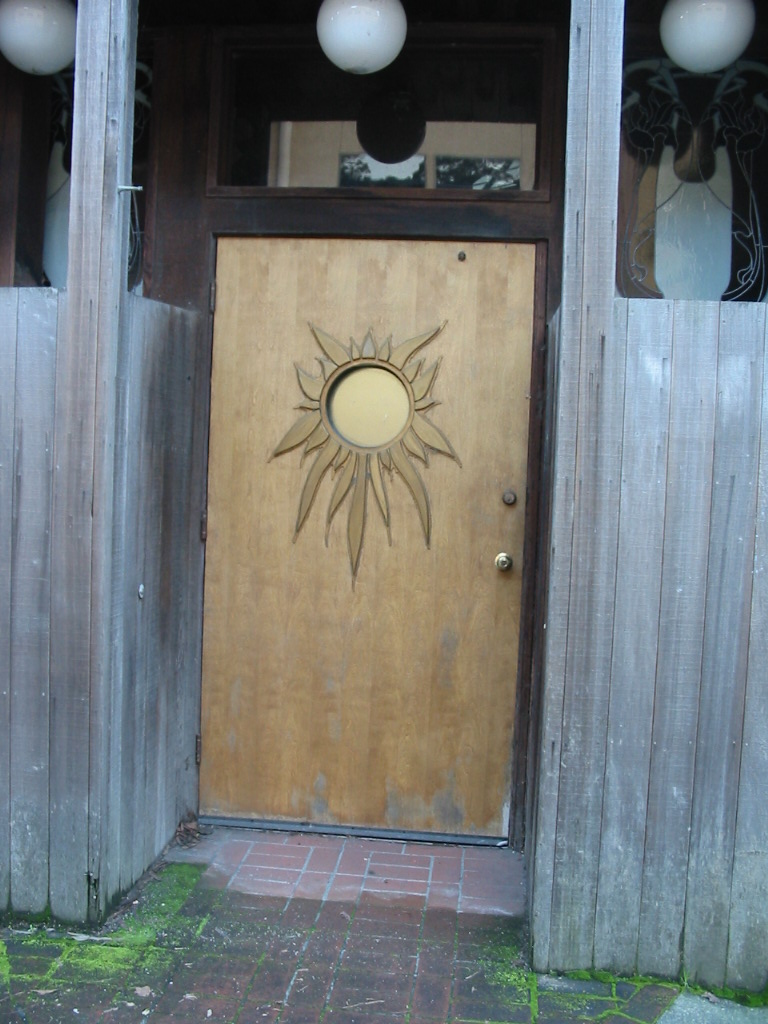
マリンシップ通りに面したサイド・ドア。

ザ・プラント・スタジオでレコーディング、ミキシングされた作品のうちに以下のものがある。
- ファラオ・サンダース：『センビ』（1971年）
- ザ・ウェイラーズ：『トーキン・ブルース』（1973年）
- フリートウッド・マック：『噂』（1976年）
- プリンス：『フォー・ユー』（1978年）
- リック・ジェームス：『ファイア・イット・アップ』（1979年）
- リック・ジェームス：『ガーデン・オブ・ラブ』（1980年）
- メイズ・フィーチャリング・フランキー・ビヴァリー：『ジョイ・アンド・ペイン』（1980年）
- リック・ジェームス：『ストリート・ソングス』（1981年）
- ヒューイ・ルイス&ザ・ニュース：『スポーツ』（1983年）
- ジョン・フォガティ：『センターフィールド』（1985年）
- マライア・キャリー：『エモーションズ』（1991年）
- マライア・キャリー：『ミュージック・ボックス』（1993年）
- メタリカ：『ロード』（1996年）
- メタリカ：『リロード』（1997年）
- デイヴ・マシューズ・バンド：『ビフォア・ジーズ・クラウデッド・ストリーツ』（1998年）
- カルロス・サンタナ：『スーパーナチュラル』（1999年）
- デフトーンズ：『ホワイト・ポニー』（2000年）
- エミネム：『ザ・マーシャル・マザーズ・LP』（2000年）
- デイヴ・マシューズ・バンド：『バステッド・スタッフ』（2002年）
- パパ・ウィーリー：『ライブ・ライキャンソロフィー』（2002年）
- カニエ・ウェスト：『レイト・レジストレーション』（2005年）
- レディー・ガガ：『ザ・フェイム』（2008年）
- ザ・フレイ：『ザ・フレイ』（2009年）